# Comuna de Panki
Panki é uma comuna rural (distrito administrativo) do condado de Kłobuck, voivodia de Silésia, no sul da Polônia. Tem como sede a aldeia de Panki, que se encontra, aproximadamente, a quatorze quilômetros (nove milhas) a oeste de Kłobuck e 73 quilômetros (45 milhas) ao norte da capital regional de Katowice.
Esta comuna cobre uma área de 55,033 quilômetros quadrados (21,2 milhas quadradas) e, de acordo com o censo do ano de 2006, sua população total era de 4 997 habitantes.
A comuna de Panki conta com uma área protegida chamada Upper Liswarta Forests Landscape Park.

## Aldeias
A comuna de Wręczyca Wielka inclui as aldeias e povoações de Aleksandrów, de Cyganka, Jaciska, Janiki, Kałmuki, Kawki, Konieczki, Koski Pierwsze, Kostrzyna, Kotary, Pacanów, Praszczyki, Żerdzina e de Zwierzyniec Trzeci.

## Comunas vizinhas
Panki é limitada pela comuna de Krzepice, de Opatów, Przystajń e de Wręczyca Wielka.